# Província de Pàzardjik

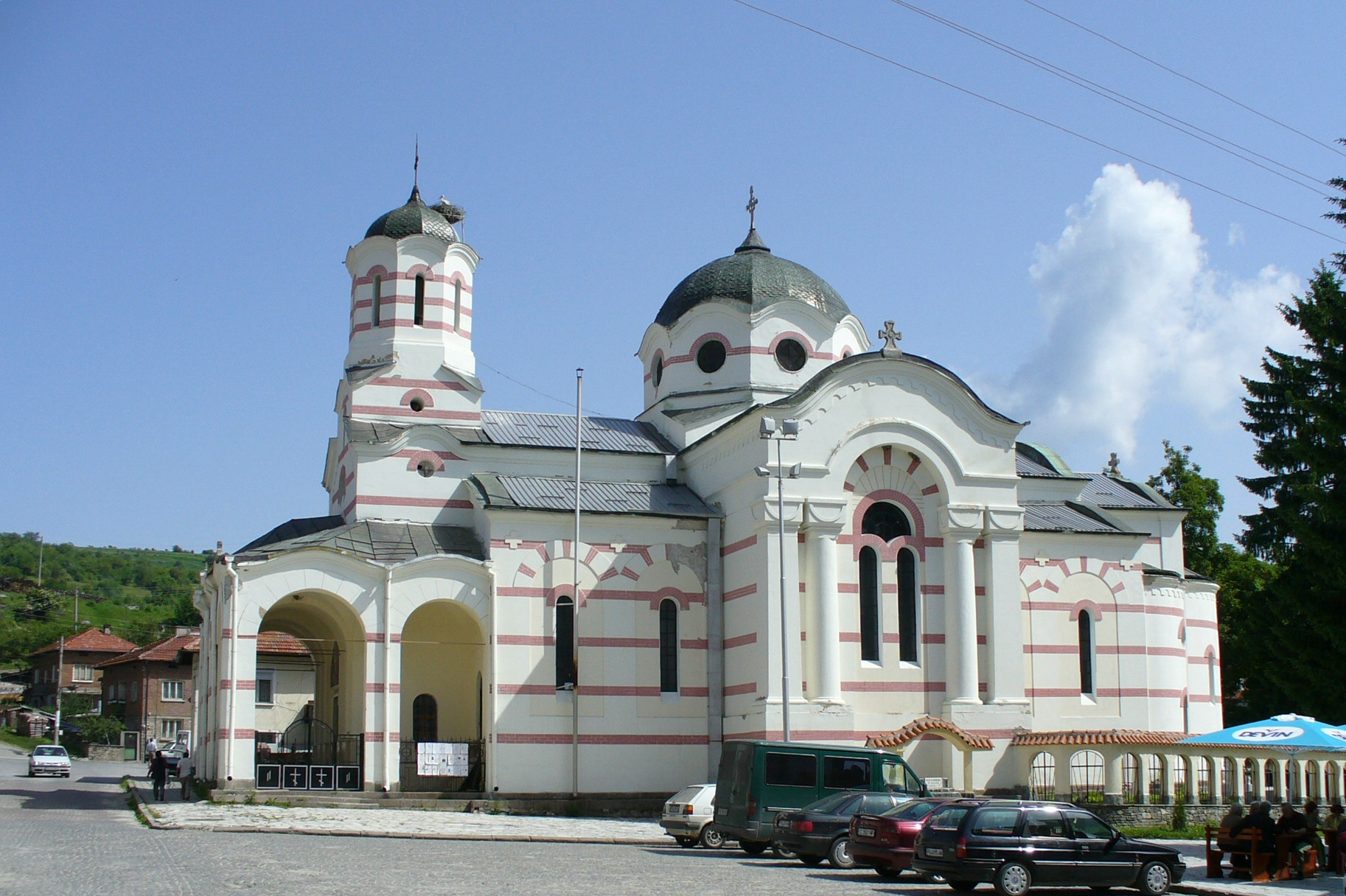
Església a Batak

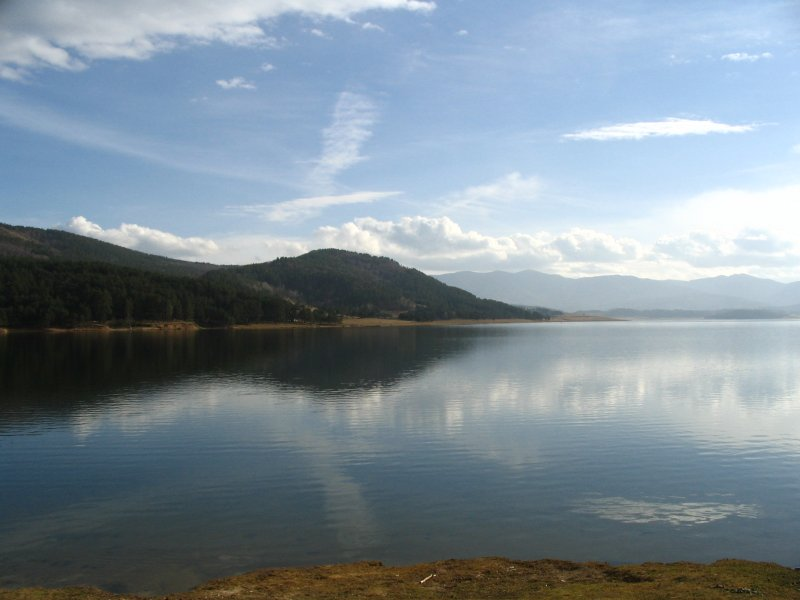
Embassament de Batak

La província de Pàzardjik (en búlgar: Област Пазарджик) és una província del sud-est de Bulgària. La principal ciutat és Pàzardjik. La província és abundant en recursos aqüífers, a causa de la conca del riu Maritsa i els seus afluents com el riu Topolnitsa i riu Luda Yana.

## Economia
El principal recurs econòmic és la indústria. El Bataixki Vodnosilov Pat és un hidrocomplex important consistint en tres plantes hidràuliques - "Batak", "Peixtera" i "Aleko" amb una capacitat total d'uns 250 MW. La indústria d'extracció de coure és de gran importància a nivell europeu amb mines al voltant de Panagiurixte (Asarel i Medet), Elxitsa, Tsar Asen i Mina Radka. La construcció de maquinària industrial és present a Pàzardjik (bateries àcides), Panagiurixte (òptica), Velingrad.
També hi ha una indústria farmacèutica emergent a Peshtera amb més de 1 000 empleats a la planta. Hi ha indústria de paper a Belovo. La fustereria és important a la regió meridional dels Rhodopes- Batak, Peixtera, Rakitovo i Velingrad. La manufactura de tèxtils és important a Pàzardjik, Panagiurixte i Velingrad. Hi ha una planta sabatera important a Peixtera. El processament d'aliments és present a totes les ciutats.
L'agricultura també és important, especialment en les parts centrals de la regió, més fèrtils. Els principals conreus són fruites (pomes, prunes i maduixes), raïm, civada, ordi, sègol i arròs. La ramaderia és ben desenvolupada a les àrees muntanyenques.

## Principals ciutats
Les principals ciutats són Pàzardjik, Peixtera, Velingrad, Panagiurixte, Streltxa, Septemvri, Rakitovo i Bratsigovo.
Ciutats de la província de Pàzardjik per població :
- Pàzardjik- 76.161
- Velingrad- 23.960
- Panagiurixte- 22.252
- Peixtera- 20.020
- Septemvri- 8.631
- Rakitovo- 8.304
- Bratsigovo- 4.577
- Streltxa- 4.515
- Kostandovo- 4.356
- Belovo- 4.095
- Batak- 3.782
- Sarnitsa- 3.607
- Vetren- 3.562